# Collège de Tours

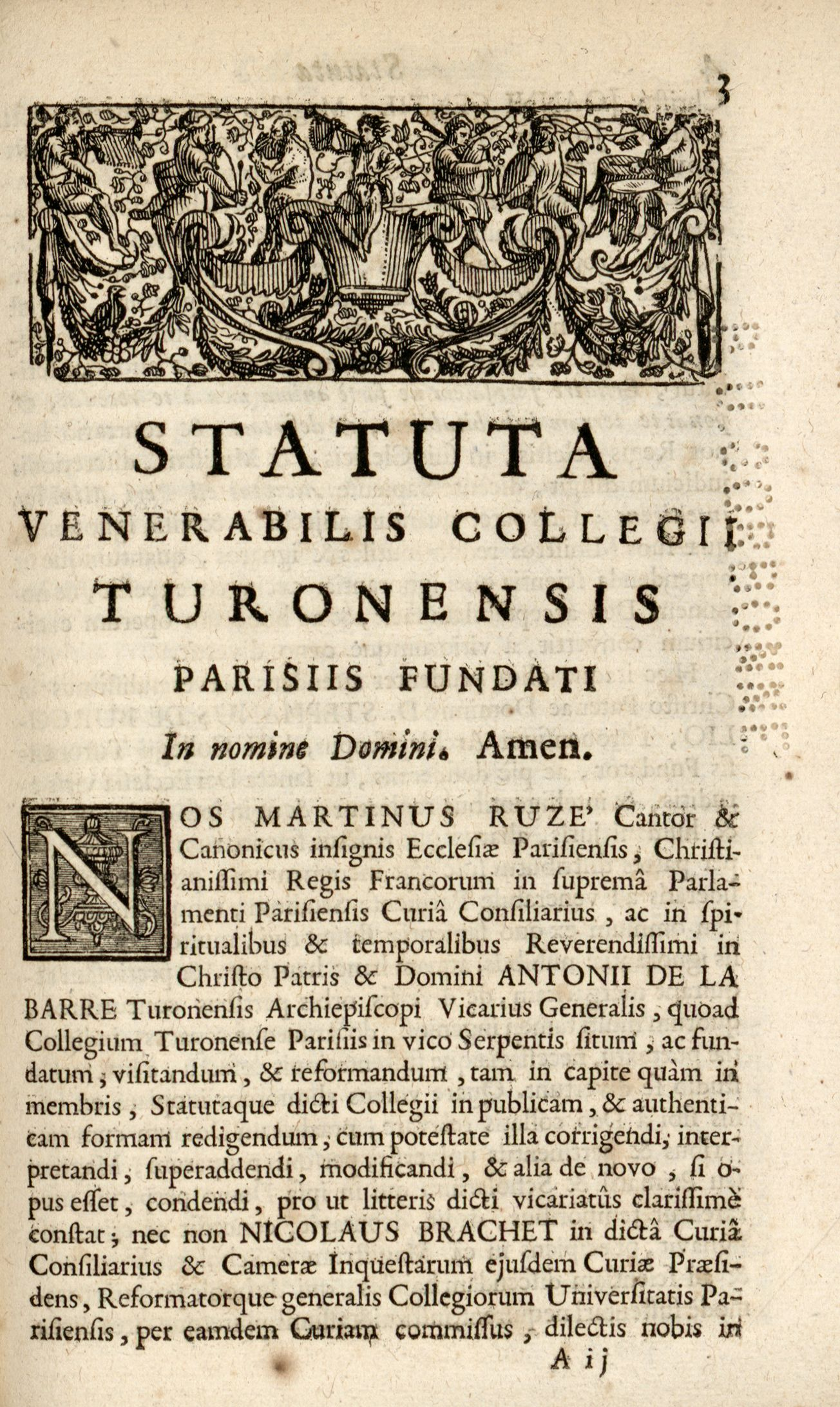
Statuts du collège de Tours. Statuta venerabilis collegii Turonensis, Parisiis fundati. Edita M. Alexandro Dupoirier, primario, Et. M. Petro Pepin, procuratore. Manuscrit en latin (Bibliothèque de la Sorbonne, NuBIS)

Le collège de Tours, fondé en 1333, est un collège séculier de l’ancienne université de Paris.
Il cesse son activité en 1763 lorsqu'il fusionne avec d'autres collèges au sein de l'ancienne université de Paris, dont le siège se trouve au lycée Louis-le-Grand.

## Histoire
Le collège de Tours voit le jour en 1333 à l’initiative d’Étienne de Bourgueil, 79e archevêque de Tours. Il est situé rue Serpente, à Paris. Aucun établissement d’instruction publique n’existe alors en Touraine ; la plupart des établissements d’éducation sont en effet concentrés à Paris. Ces établissements sont principalement composés de petits collèges (à l’instar du collège de Tours) prenant en charge l’hébergement et l’enseignement des étudiants de l’ancienne université de Paris.
Le collège de Tours accueille à l’origine six écoliers, choisis parmi les étudiants du diocèse de l’archevêque de Tours à Paris, situé rue Serpente. Le collège comprend également un chef principal. Les écoliers et le chef principal sont nommés par l’archevêque de Tours lui-même. Ils touchent une pension hebdomadaire pour subvenir à leurs besoins ; ces bourses sont établies par l’archevêque de Tours, à ses frais. Cependant, le collège pâtit dans ses dernières années d’une mauvaise administration, et commence à accumuler les dettes.
À la suite de l’expulsion des Jésuites de France en 1763, les boursiers du collège de Tours sont pris en charge par le collège Louis-le-Grand, devenu siège de l’ancienne université de Paris après la fusion de vingt-huit petits collèges (dont celui de Tours) par les lettres patentes du 21 novembre 1763. Celles-ci abrogent ainsi le statut de collège dit de plein exercice du collège de Tours, actant sa dissolution.